# Sonia Baudin
Sonia Michele Christiane Baudin (ur. 15 marca 1995 w Metzu) – francuska zapaśniczka walcząca w stylu wolnym. Zajęła 25 miejsce na mistrzostwach świata w 2017. Brązowa medalistka igrzysk frankofońskich w 2017. Mistrzyni śródziemnomorska w 2018. Piąta na igrzyskach śródziemnomorskich w 2018. Trzecia na ME juniorów w 2015.
Wicemistrzyni Francji w 2013 i 2016; druga w 2018, a trzecia w 2014 i 2017 roku.